# Lay Your Hands on Me
Lay Your Hands on Me är en låt av den brittiska gruppen Thompson Twins. Det är trions sjuttonde singel och den första från deras femte studioalbum, Here's to Future Days. Lay Your Hands on Me nådde 13:e plats på brittiska singellistan. Den låg sex veckor på Trackslistan med en 7:e plats som högsta placering i januari 1985 och tre veckor på svenska singellistan med som bäst en 17:e plats. Den släpptes bland annat som bildsingel.

## Låtförteckning och utgåvor
7" UK vinyl single (1984) Arista TWINS 6
Sida A
1. "Lay Your Hands on Me" – 4:11

Sida B
1. "The Lewis Carol (Adventures in Wonderland)" – 4:10

12" UK vinyl single (1984) Arista TWINS 126
Sida A
1. "Lay Your Hands on Me" (Extended Mix/Full Version) – 6:08

Sida B
1. "The Lewis Carol (Adventures in Wonderland)" – 4:10

7" UK vinyl single (1984) Arista TWING 6
Sida A
1. "Lay Your Hands on Me" (U.S. Re-mix) – 4:19

Sida B
1. "The Lewis Carol (Adventures in Wonderland)" – 4:10

12" UK vinyl single (1984) Arista TWINS 226
Sida A
1. "Lay Your Hands on Me" (U.S. Re-mix) – 5:51

Sida B
1. "The Lewis Carol (Adventures in Wonderland)" – 4:10

7" UK vinyl Picture Disc (1984) Arista TWISD 6 (bildskiva formad som en diamant)
Sida A
1. "Lay Your Hands on Me" (Single Version) – 3:44

Sida B
1. "The Lewis Carol (Adventures in Wonderland)" – 4:12

12" Australian vinyl single (1984) Arista TWINS 126/Festival Records-X 14155
New Zealand cassette single (1984) Festival Records-C 14155
Sida A
1. "Lay Your Hands on Me" (Extended Version) – 6:05

Sida B
1. "Lay Your Hands on Me" (U.S. Remix) – 5:56
2. "The Lewis Carol (Adventures in Wonderland)" – 4:13

7" U.S. vinyl single (1985) Arista AS1-9396
Sida A
1. "Lay Your Hands on Me" (Single Version) – 3:44

Sida B
1. "The Lewis Carol (Adventures in Wonderland)" – 4:12

12" U.S. vinyl single (1985) Arista AD1-9397
Sida A
1. "Lay Your Hands on Me" (Single Version) – 3:52
2. "The Lewis Carol (Adventures in Wonderland)" – 4:14

Sida B
1. "Lay Your Hands on Me" (Extended Version) – 6:00

7" vinyl (1985 promo) Arista AS1-9396
Sida A
1. "Lay Your Hands on Me" (Cold Ending) – 3:44

Sida B
1. "Lay Your Hands on Me" (Fade) – 3:44